# Spazio di Sobolev
In matematica, uno spazio di Sobolev è uno spazio vettoriale di funzioni munito di una norma che è combinazione delle norme Lp della funzione stessa e delle sue derivate deboli fino a un certo ordine. Rispetto a tale norma lo spazio è completo, e quindi di Banach.
Nello specifico, uno spazio di Sobolev {\displaystyle W^{l,p}} è uno spazio di funzioni {\displaystyle f=f(x)=f(x_{1},x_{2},\dots ,x_{n})} definite su un sottoinsieme {\displaystyle \Omega \subset \mathbb {R} ^{n}} tali per cui sono integrabili la {\displaystyle p}-esima potenza del valore assoluto di {\displaystyle f} e delle sue derivate deboli fino all'ordine {\displaystyle l}. La norma di una funzione {\displaystyle f\in W^{l,p}} viene definita come:
{\displaystyle \|f\|_{W^{l,p}(\Omega )}=\sum _{|\alpha |\leq l}\|D^{\alpha }f\|_{L^{p}(\Omega )}}
con:
{\displaystyle D^{\alpha }f={\frac {\partial ^{|\alpha |}f}{\partial x_{1}^{\alpha _{1}}\dots \partial x_{n}^{\alpha _{n}}}}\qquad D^{0}f=f\qquad |\alpha |=\sum _{j=1}^{n}\alpha _{j}}
e {\displaystyle \|\cdot \|_{L^{p}(\Omega )}} l'usuale norma:
{\displaystyle \|\psi \|_{L^{p}(\Omega )}=\left(\int _{\Omega }|\psi |^{p}dx\right)^{\frac {1}{p}}\qquad 1\leq p<\infty }
Gli spazi di Sobolev devono il proprio nome al matematico russo Sergei Lvovich Sobolev, e sono particolarmente utilizzati quando si trattano le distribuzioni. La loro importanza è dovuta al fatto che le soluzioni delle equazioni alle derivate parziali vengono normalmente cercate in spazi di Sobolev, piuttosto che negli spazi di funzioni continue dotate di derivate intese in senso classico, secondo un approccio detto formulazione debole del problema differenziale dato.

## Introduzione
Molti problemi matematici e fisici richiedono come soluzione una funzione che sia "regolare" secondo precisi criteri. Si può ad esempio richiedere la continuità della funzione soluzione; ma solitamente si cercano vincoli più forti, come la differenziabilità (le funzioni se sono differenziabili sono a maggior ragione continue) o la continuità della derivata (ovvero chiedendo l'appartenenza allo spazio {\displaystyle C^{1}}). In particolare, la soluzione di un'equazione differenziale alle derivate parziali (PDE) di ordine {\displaystyle k} si dice soluzione classica o forte se è una funzione differenziabile fino all'ordine {\displaystyle k}-esimo e tutte le derivate esistono e sono continue, ovvero si tratta di una funzione liscia o almeno di classe {\displaystyle C^{k}}. La maggior parte delle equazioni differenziali alle derivate parziali, tuttavia, non ammette soluzioni di questo tipo. Se si ammette una funzione non differenziabile come soluzione di un problema ben posto, tale soluzione è una soluzione debole o "soluzione integrale". Nel corso del XX secolo si è trovato che lo spazio all'interno del quale cercare soluzioni di questo tipo è un opportuno spazio di Sobolev.
Per mostrare come la derivata debole entra in gioco nella ricerca delle soluzioni di una PDE, si consideri una funzione {\displaystyle u\in C^{k}(\Omega )}, con k un numero naturale. L'integrazione per parti consente di scrivere per tutte le funzioni lisce a supporto compatto {\displaystyle \varphi \in C_{c}^{\infty }(\Omega )}:
{\displaystyle \int _{\Omega }uD^{\alpha }\varphi \;dx=(-1)^{|\alpha |}\int _{\Omega }\varphi D^{\alpha }u\;dx}
dove {\displaystyle \alpha } è un multi-indice di ordine {\displaystyle |\alpha |=k}, {\displaystyle \Omega \subset \mathbb {R} ^{n}} è un insieme aperto e {\displaystyle D^{\alpha }f} denota {\displaystyle D^{\alpha }f=\partial ^{|\alpha |}f/\partial x_{1}^{\alpha _{1}}\dots \partial x_{n}^{\alpha _{n}}}
Se si assume {\displaystyle u} una funzione localmente integrabile il membro di sinistra di questa equazione ha ancora senso. Se esiste quindi una funzione localmente integrabile {\displaystyle v} tale che:
{\displaystyle \int _{\Omega }uD^{\alpha }\varphi \;dx=(-1)^{|\alpha |}\int _{\Omega }\varphi v\;dx\qquad \varphi \in C_{c}^{\infty }(\Omega )}
allora {\displaystyle v} è detta la α-esima derivata parziale debole di {\displaystyle u}. Se la derivata debole esiste, è unicamente definita quasi ovunque. D'altra parte, se {\displaystyle u\in C^{k}(\Omega )} le derivate classica e debole coincidono.
Ad esempio, la funzione:
{\displaystyle u(x)={\begin{cases}1+x&{\text{se }}-1<x<0\\10&{\text{se }}x=0\\1-x&{\text{se }}0<x<1\\0&{\text{altrimenti}}\end{cases}}}
non è continua in zero e non è differenziabile in −1, 0, e 1. La funzione:
{\displaystyle v(x)={\begin{cases}1&{\text{se }}-1<x<0\\-1&{\text{se }}0<x<1\\0&{\text{altrimenti}}\end{cases}}}
soddisfa le richieste per essere considerata la derivata debole di {\displaystyle u(x)}, e appartiene allo spazio di Sobolev {\displaystyle W^{1,p}} per ogni p consentito.

## Spazi sul cerchio unitario
Il modo più facile per introdurre gli spazi di Sobolev riguarda il caso unidimensionale costituito dal cerchio unitario. In questo caso lo spazio di Sobolev {\displaystyle W^{k,p}} viene definito, per un dato {\displaystyle p\geq 1}, come il sottoinsieme di Lp formato dalle funzioni le cui derivate deboli fino a un certo ordine k hanno norma {\displaystyle L^{p}}:
{\displaystyle W^{k,p}=\{f\in L^{p}|D^{\alpha }f\in L^{p}\;\forall \alpha \leq k\}}
Con questa definizione lo spazio di Sobolev ammette in modo naturale una norma:
{\displaystyle \|f\|_{k,p}={\Big (}\sum _{i=0}^{k}\|f^{(i)}\|_{p}^{p}{\Big )}^{1/p}={\Big (}\sum _{i=0}^{k}\int |f^{(i)}(t)|^{p}\,dt{\Big )}^{1/p}}
{\displaystyle W^{k,p}} munito di questa norma {\displaystyle \|\cdot \|_{k,p}} è uno spazio di Banach. Si può dimostrare che la più semplice norma
{\displaystyle \|f^{(k)}\|_{p}+\|f\|_{p}}
è equivalente a quella precedentemente definita.

### Il casop= 2
Lo spazio di Sobolev con p = 2 ha un ruolo importante per i suoi collegamenti con le serie di Fourier, e per il fatto di essere uno spazio di Hilbert. Per questo caso particolare viene adottata una notazione specifica:
{\displaystyle \,H^{k}=W^{k,2}}
Lo spazio {\displaystyle H^{k}} può essere definito in modo naturale a partire dalle serie di Fourier i cui coefficienti decadono con sufficiente rapidità, cioè:
{\displaystyle H^{k}({\mathbb {T} })={\Big \{}f\in L^{2}({\mathbb {T} }):\sum _{n=-\infty }^{\infty }(1+n^{2}+\dotsb +n^{2k})|{\widehat {f}}(n)|^{2}<\infty {\Big \}}}
dove {\displaystyle {\widehat {f}}} denota la trasformata di Fourier di {\displaystyle f}. Anche in questo caso è possibile utilizzare una norma equivalente:
{\displaystyle \|f\|^{2}=\sum _{n=-\infty }^{\infty }(1+n^{2})^{k}|{\widehat {f}}(n)|^{2}}
Entrambe le rappresentazioni seguono facilmente dall'identità di Parseval e dalla nota proprietà per cui derivare n volte significa moltiplicare il coefficiente di Fourier per {\displaystyle \mathrm {i} n}.
Inoltre, lo spazio {\displaystyle H^{k}} ammette un prodotto interno, come accade allo spazio {\displaystyle H^{0}=L^{2}}. In effetti il prodotto interno in {\displaystyle H^{k}} viene definito in termini del prodotto scalare di {\displaystyle L^{2}}:
{\displaystyle \langle u,v\rangle _{H^{k}}=\sum _{i=0}^{k}\langle D^{i}u,D^{i}v\rangle _{L_{2}}}
Con questo prodotto scalare {\displaystyle H^{k}} diventa uno spazio di Hilbert.

### Altri esempi
Alcuni spazi di Sobolev possono essere interpretati in maniera più semplice: {\displaystyle W^{1,1}(0,1)} è lo spazio delle funzioni assolutamente continue su {\displaystyle (0,1)}, mentre {\displaystyle W^{1,\infty }(I)} è lo spazio delle funzioni lipschitziane su {\displaystyle I} per ogni intervallo {\displaystyle I}.
Tutti gli spazi {\displaystyle W^{k,\infty }} sono algebre normate, in quanto il prodotto di due funzioni in questi spazi di Sobolev appartiene ancora allo stesso spazio di Sobolev. Questa proprietà non vale per {\displaystyle p<\infty } (ad esempio, funzioni che in un intorno dell'origine si comportano come {\displaystyle |x|^{-1/3}} appartengono a {\displaystyle L^{2}}, ma il loro prodotto non appartiene a {\displaystyle L^{2}}).

## Operatori di estensione
Se {\displaystyle X} è un dominio aperto il cui contorno soddisfa certe condizioni (ad esempio, se il contorno è una varietà o soddisfa la "condizione del cono") allora esiste un operatore {\displaystyle A} che mappa funzioni di {\displaystyle X} in funzioni di {\displaystyle \mathbb {R} ^{n}} tali che:
- {\displaystyle Au(x)=u(x)} per quasi ogni {\displaystyle x\in X}
- {\displaystyle A} è continuo da {\displaystyle W^{k,p}(X)} a {\displaystyle W^{k,p}({\mathbb {R} }^{n})}, per ogni {\displaystyle 1\leq p\leq \infty } e intero k.[3]

Allora si chiama tale operatore {\displaystyle A} un operatore di estensione per {\displaystyle X}.
Gli operatori di estensione sono il modo più naturale per definire {\displaystyle H^{s}(X)} per un s non intero (non si può lavorare direttamente su {\displaystyle X} poiché considerare la trasformata di Fourier è un'operazione globale). Si definisce {\displaystyle H^{s}(X)} con la condizione che {\displaystyle u} appartiene a {\displaystyle H^{s}(X)} se e solo se {\displaystyle Au} appartiene a {\displaystyle H^{s}(\mathbb {R} ^{n})}. In maniera equivalente, anche l'interpolazione complessa porta agli stessi spazi {\displaystyle H^{s}(X)} se {\displaystyle X} ammette un operatore di estensione. Se {\displaystyle X} non ammette un operatore di estensione, l'unico modo per ottenere gli spazi {\displaystyle H^{s}(X)} è tramite l'interpolazione complessa.

## Spazi conknon intero
Per chiarezza, quando l'esponente chiamato k non sarà intero, verrà indicato con {\displaystyle s}, ovvero {\displaystyle W^{s,p}} o {\displaystyle H^{s}}.

### Il casop= 2
Il caso {\displaystyle p=2} è il più semplice, dal momento che la descrizione di Fourier è facile da generalizzare. Si definisce la norma:
{\displaystyle ||f||_{2,s}^{2}:=\sum (1+n^{2})^{s}|{\widehat {f}}(n)|^{2}}
e lo spazio di Sobolev {\displaystyle H^{s}} come lo spazio di tutte le funzioni di cui questa norma è finita.

### Differenziazione di ordine frazionario
Un approccio simile si può utilizzare quando p è diverso da 2. In questo caso non vale più il teorema di Parseval, ma dal momento che nel dominio della trasformata la differenziazione corrisponde ancora alla moltiplicazione, essa può quindi essere generalizzata per ordini non interi. Si definisce così un operatore di ordine frazionario s come:
{\displaystyle F^{s}(f):=\sum _{n=-\infty }^{\infty }(in)^{s}{\widehat {f}}(n)e^{int}}
In altre parole, prendendo la trasformata di Fourier, moltiplicando per {\displaystyle (in)^{s}} e poi prendendo l'inversa della trasformata di Fourier, si può definire la norma di Sobolev di s, p come:
{\displaystyle \|f\|_{s,p}:=\|f\|_{p}+\|F^{s}(f)\|_{p}}
e, come nei casi precedenti, lo spazio di Sobolev è lo spazio delle funzioni che ammettono questa norma finita.

### Spazi di Sobolev-Slobodeckij
Un altro approccio utilizzato per definire spazi di Sobolev di ordine frazionario deriva dall'idea di generalizzare la condizione di Hölder allo spazio Lp. Per un aperto {\displaystyle \Omega \subset \mathbb {R} ^{n}} si definisce la seminorma (di Slobodeckij):
{\displaystyle [f]_{\theta ,p,\Omega }:=\left(\int _{\Omega }\int _{\Omega }{\frac {|f(x)-f(y)|^{p}}{|x-y|^{\theta p+n}}}\;dx\;dy\right)^{\frac {1}{p}}\qquad \theta \in (0,1)\quad 1\leq p<\infty }
dove {\displaystyle f\in L^{p}(\Omega )}. Preso un {\displaystyle s>0} non intero, sia {\displaystyle \theta =s-\lfloor s\rfloor \in (0,1)}.
In modo simile alla definizione degli spazi di Hölder, uno spazio di Sobolev-Slobodeckij {\displaystyle W^{s,p}(\Omega )} è dato da:
{\displaystyle W^{s,p}(\Omega ):=\left\{f\in W^{\lfloor s\rfloor ,p}(\Omega ):\sup _{|\alpha |=\lfloor s\rfloor }[D^{\alpha }f]_{\theta ,p,\Omega }<\infty \right\}}
In letteratura uno spazio frazionario di questo tipo viene anche chiamato spazio di Aronszajn, spazio di Gagliardo o spazio di Slobodeckij.
Si tratta di uno spazio di Banach per la norma:
{\displaystyle \|f\|_{W^{s,p}(\Omega )}:=\|f\|_{W^{\lfloor s\rfloor ,p}(\Omega )}+\sup _{|\alpha |=\lfloor s\rfloor }[D^{\alpha }f]_{\theta ,p,\Omega }}
Se {\displaystyle \Omega } è sufficientemente "regolare" da garantire l'esistenza di opportuni operatori di estensione, allora si hanno le immersioni continue:
{\displaystyle W^{k+1,p}(\Omega )\hookrightarrow W^{s',p}(\Omega )\hookrightarrow W^{s,p}(\Omega )\hookrightarrow W^{k,p}(\Omega )\qquad k\leq s\leq s'\leq k+1}
Vi sono esempi di {\displaystyle \Omega } tali per cui {\displaystyle W^{1,p}(\Omega )} non è più un sottospazio di {\displaystyle W^{s,p}(\Omega )}.
Da un punto di vista più astratto, gli spazi di Sobolev {\displaystyle W^{s,p}(\Omega )} coincidono con gli spazi di interpolazione reali di spazi di Sobolev.
Gli spazi di Sobolev-Slobodeckij sono casi speciali di spazi di Besov.

### Interpolazione complessa
Per ogni {\displaystyle 0\leq t\leq 1}, e per ogni coppia {\displaystyle X} e {\displaystyle Y} di spazi di Banach inclusi con continuità in uno spazio di Banach più ampio, si può infatti definire uno spazio di Banach "intermedio" che si indica con {\displaystyle [X,Y]_{t}}. Gli spazi {\displaystyle X} e {\displaystyle Y} sono detti coppia di interpolazione, e valgono i seguenti risultati:
- Il teorema re-interpolazione:

{\displaystyle [[X,Y]_{a},[X,Y]_{b}]_{c}=[X,Y]_{cb+(1-c)a}}
- Il teorema di interpolazione di operatori, che afferma che se {\displaystyle \{X,Y\}} e {\displaystyle \{A,B\}} sono una coppia di interpolazione e se {\displaystyle T} è una mappa non lineare definita da {\displaystyle X+Y} a {\displaystyle A+B} tale che {\displaystyle T} sia continua da {\displaystyle X} ad {\displaystyle A} e da {\displaystyle Y} a {\displaystyle B} allora {\displaystyle T} è continua da {\displaystyle [X,Y]_{t}} a {\displaystyle [A,B]_{t}} e vale la seguente disuguaglianza:

{\displaystyle ||T||_{[X,Y]_{t}\to [A,B]_{t}}\leq C||T||_{X\to A}^{1-t}||T||_{Y\to B}^{t}}
- Il teorema di Riesz-Thorin.
- Mediante l'interpolazione attraverso gli spazi {\displaystyle W^{k,p}} si dimostra che:

{\displaystyle \left[W^{0,p},W^{m,p}\right]_{t}=W^{n,p}}
L'interpolazione complessa è una tecnica efficace per ottenere spazi continui {\displaystyle W^{s,p}} compresi fra {\displaystyle W^{k,p}}. Inoltre, genera gli stessi spazi della differenziazione di ordine frazionario.

## Dimensioni multiple
Si considerano nel seguito gli spazi di Sobolev in {\displaystyle \mathbb {R} ^{n}} e sui sottoinsiemi di {\displaystyle \mathbb {R} ^{n}}. Mentre il passaggio dalla circonferenza alla linea coinvolge soltanto cambiamenti tecnici nelle formule di Fourier (principalmente un cambiamento delle serie di Fourier e delle trasformate), il passaggio a dimensioni multiple presenta maggiori difficoltà, a partire dalla definizione. La richiesta che {\displaystyle f^{k-1}} sia l'integrale di {\displaystyle f^{k}}, infatti, non si può generalizzare, e la via più semplice è quella di considerare derivate nel senso della teoria delle distribuzioni.
Sia {\displaystyle D} un sottoinsieme aperto di {\displaystyle \mathbb {R} ^{n}}, sia k un numero naturale e sia {\displaystyle 1\leq p\leq \infty }. Lo spazio di Sobolev {\displaystyle W^{k,p}(D)} è definito come l'insieme di tutte le funzioni {\displaystyle f} definite su {\displaystyle D} tali che per ogni multiindice {\displaystyle \alpha }, con {\displaystyle |\alpha |\leq k}, la derivata parziale mista:
{\displaystyle f^{(\alpha )}={\frac {\partial ^{|\alpha |}f}{\partial x_{1}^{\alpha _{1}}\dots \partial x_{n}^{\alpha _{n}}}}}
è integrabile sia localmente sia in {\displaystyle L^{p}(D)}, cioè:
{\displaystyle \|f^{(\alpha )}\|_{L^{p}}<\infty }
Ci sono diverse scelte per la norma di {\displaystyle W^{k,p}(D)}. Le due presentate nel seguito sono fra le più comuni e sono equivalenti nel senso di equivalenza delle norme:
{\displaystyle \|f\|_{W^{k,p}}={\begin{cases}\left(\sum _{|\alpha |\leq k}\|f^{(\alpha )}\|_{L^{p}}^{p}\right)^{1/p}&1\leq p<+\infty \\\sum _{|\alpha |\leq k}\|f^{(\alpha )}\|_{L^{\infty }}&p=+\infty \end{cases}}}
e:
{\displaystyle \|f\|'_{W^{k,p}}={\begin{cases}\sum _{|\alpha |\leq k}\|f^{(\alpha )}\|_{L^{p}}&1\leq p<+\infty \\\sum _{|\alpha |\leq k}\|f^{(\alpha )}\|_{L^{\infty }}&p=+\infty \end{cases}}}
Lo spazio {\displaystyle W^{k,p}(D)} dotato di ciascuna delle due è uno spazio di Banach. Nel caso in cui p sia finito, {\displaystyle W^{k,p}(D)} è anche uno spazio separabile. Come notato precedentemente, è convenzione indicare {\displaystyle W^{k,2}(D)} con {\displaystyle H^{k}(D)}.
Gli spazi di Sobolev di ordine frazionario {\displaystyle H^{s}(\mathbb {R} ^{n})}, con {\displaystyle s\geq 0}, possono essere definiti per mezzo della trasformata di Fourier come fatto in precedenza:
{\displaystyle H^{s}(\mathbb {R} ^{n})=\left\{f\colon \mathbb {R} ^{n}\to \mathbb {R} \left|\|f\|_{H^{s}}^{2}=\int _{\mathbb {R} ^{n}}{\big (}1+|\xi |^{2}{\big )}^{s}{\big |}{\hat {f}}(\xi ){\big |}^{2}\,\mathrm {d} \xi <+\infty \right.\right\}}
Tuttavia, se {\displaystyle D} è un dominio non periodico come {\displaystyle \mathbb {R} ^{n}} o il toro {\displaystyle T^{n}}, questa definizione non è sufficiente, dato che la trasformata di Fourier di una funzione definita in un dominio aperiodico è difficile da definire. Fortunatamente esiste una caratterizzazione intrinseca degli spazi di Sobolev (di ordine frazionario) che è essenzialmente l'analogo in {\displaystyle L^{2}} della continuità di Holder. Un prodotto interno equivalente per {\displaystyle H^{s}(D)} è dato da:
{\displaystyle (f,g)_{H^{s}(D)}=(f,g)_{H^{k}(D)}+\sum _{|\alpha |=k}\int _{D}\int _{D}{\frac {{\big (}f^{(\alpha )}(x)-f^{(\alpha )}(y){\big )}{\big (}g^{(\alpha )}(x)-g^{(\alpha )}(y){\big )}}{|x-y|^{n+2t}}}\,\mathrm {d} x\mathrm {d} y}
dove {\displaystyle s=k+t}, con k un intero e {\displaystyle 0<t<1}. Si noti che la dimensione n del dominio appare in questa formula per il prodotto interno.

### Esempi
In dimensioni più elevate non vale più il fatto che, ad esempio, {\displaystyle W^{1,1}} contiene solo funzioni continue. Infatti, si consideri {\displaystyle 1/|x|} che appartiene a {\displaystyle W^{1,1}(B^{3})}, dove {\displaystyle B^{3}} è la palla di raggio unitario in tre dimensioni. Per k sufficientemente grande {\displaystyle W^{k,p}(D)} contiene solo funzioni continue, ma per quale k questo sia già vero dipende sia da p sia dalla dimensione. Per esempio, come si può facilmente verificare usando le coordinate sferiche polari, la funzione {\displaystyle f:B^{n}\to \mathbb {R} \cup \{+\infty \}} definita sulla palla n-dimensionale e data da:
{\displaystyle f(x)={\frac {1}{|x|^{\alpha }}}}
appartiene a {\displaystyle W^{k,p}(B^{n})} se e solo se:
{\displaystyle \alpha <{\frac {n}{p}}-k}

## Immersione di Sobolev
Sia {\displaystyle W^{k,p}} lo spazio di Sobolev di una varietà compatta di Riemann di dimensione n, in cui k può essere un numero reale qualsiasi e {\displaystyle 1\leq p\leq \infty } (per {\displaystyle p=\infty } lo spazio di Sobolev {\displaystyle W^{k,\infty }} è definito come lo spazio di Holder {\displaystyle C^{n,\alpha }}, dove {\displaystyle k=n+\alpha } e {\displaystyle 0\leq \alpha \leq 1}.). Il teorema di immersione di Sobolev afferma che se {\displaystyle k\geq l} e {\displaystyle k-n/p\geq l-n/q} allora:
{\displaystyle W^{k,p}\subseteq W^{l,q}}
e l'inclusione è continua. Inoltre se {\displaystyle k>1} e {\displaystyle k-n/p>l-n/q} allora l'inclusione è completamente continua. Questa proprietà è nota come teorema di Kondrakov.
Funzioni in {\displaystyle W^{l,\infty }} hanno tutte le derivate di ordine minore di {\displaystyle l} continue, quindi questo determina delle condizioni particolari negli spazi di Sobolev in cui le derivate sono continue. In maniera non formale si può dire che con queste immersioni si può convertire una stima in {\displaystyle L^{p}} con una sulla limitatezza e ciò "costa" 1/p derivata per ogni dimensione.

## Tracce
Sia {\displaystyle s>1/2}. Se {\displaystyle X} è un insieme aperto tale che il suo contorno {\displaystyle G} è "sufficientemente regolare", allora si può definire la funzione traccia (cioè la restrizione) {\displaystyle P} come:
{\displaystyle Pu=u|_{G}}
cioè {\displaystyle u} ristretta a {\displaystyle G}. La funzione traccia {\displaystyle P} così definita ha dominio {\displaystyle H^{s}(X)} e codominio {\displaystyle H^{s-1/2}(G)}. Per essere più precisi, {\displaystyle P} è prima definita per funzioni infinitamente differenziabili e poi viene estesa con continuità a {\displaystyle H^{s}(X)}. Si noti che in questo passaggio si perde metà derivata.
Identificare il codominio della funzione traccia per {\displaystyle W^{s,p}} è molto più difficile, e richiede le tecniche dell'interpolazione reale. Gli spazi che ne derivano sono gli spazi di Besov. Nel caso degli spazi {\displaystyle W^{s,p}} non si perde mezza derivata, ma 1/p.